# De muerto en peor
De muerto en peor (título en español de From Dead to Worse) es la octava novela de la saga The Southern Vampire Mysteries de la escritora estadounidense Charlaine Harris.

## Sinopsis
La acción comienza después de que el paso del huracán Katrina arrase Nueva Orleáns y tras el horror de la explosión en el hotel vampírico Pirámide de Gizé en la novela anterior de la saga. Sookie Stackhouse se encuentra confundida e inquieta, esperando que todo regrese a la normalidad. Sin embargo, su novio, el hombre tigre Quinn, ha desaparecido.
Poco después de una doble boda en la que se casan los hermanos Bellefleur, Sookie descubre que desciende de hadas, y que su bisabuelo es el Príncipe Niall Brigant. Su querida abuela tuvo un romance con el hijo del príncipe, medio hada, y tuvo dos hijos con él. Ahora que su abuelo feérico ha muerto, su bisabuelo Niall contacta con Sookie y quiere conocerla.
Varias muertes de hombres lobo se producen en la comunidad sobrenatural de Bon Temps, lo que puede llevar a un enfrentamiento entre las facciones de Alcide Herveaux y Patrick Furnan. Como "amiga de la manada" Sookie actúa como mediadora y se descubre que los responsables de las muertes son una tercera manada de hombres lobo desplazada por el huracán Katrina y que trata de enfrentar a los hombres lobo de Shreveport para arrebatarles su territorio. Tras una batalla, los hombres lobo de Shreveport surgen victoriosos. Patrick Muere y Alcide Herveaux ocupa su puesto como líder de los hombres lobo.
Al mismo tiempo entre los vampiros, Felipe de Castro, el rey de Nevada, comienza una violenta conquista para apoderarse de los reinos de Luisiana y Arkansas aprovechando el estado debilitado de la reina Sophie-Anne Leclerq. Los servidores de Felipe matan a la reina y a los sheriffs de Luisiana salvo a Eric, que se rinde a cambio de que se respete su vida y la de quienes están bajo su protección. Sookie descubre que su novio Quinn se ha visto obligado a colaborar con el rey de Nevada, pues la madre de Quinn escapó del manicomio en el que estaba retenida y a cambio de ayuda para capturarla, Quinn se convirtió en esclavo del rey de Nevada. Sookie decide poner fin a su relación con Quinn por haber puesto las relaciones familiares por encima de ella.
Sookie también se ve acosada por Tanya, una mujer zorro, que tras haber sido influenciada por Sandra Pelt, está decidida a atormentar la vida de Sookie. Con la ayuda de Amelia y Octavia, dos hechiceras que han perdido sus hogares en Nueva Orleans por el huracán y que ahora viven con Sookie, consigue que Tanya renuncie a complicar su vida.
Entre los hombres pantera de Hotshot también se producen problemas. Crystal, la esposa de Jason Stackhouse, le es infiel, y Jason pide a Sookie que según las tradiciones de los hombres pantera, lleve a cabo el castigo de su esposa. Calvin Norris, el tío de Crystal, se presenta para recibir el castigo en lugar de su sobrina y Sookie se ve obligada a romperle la mano con un ladrillo. Enfurecida, Sookie decide romper su relación con su hermano Jason.
Debido al vínculo de sangre que comparte con el sheriff Eric Northman, Sookie se siente impulsada a acudir en su ayuda y llega a tiempo para rescatar a él, al rey Felipe de Castro y a Sam Merlotte del ataque de Sigebert, antiguo guardaespaldas de la reina Sophie-Anne Lecrerq, que busca venganza por la muerte de la vampira. Gracias a la intervención de Sookie Sigebert resulta destruido y adquiere la gratitud del rey Felipe.
Hacia el final de la novela, Sookie visita al exmarido de su prima Hadley (destruida en la novela anterior) y descubre que tiene un hijo, un niño de cuatro años llamado Hunter Savoy. Para su sorpresa el niño también resulta ser un telépata. Sookie se despide mentalmente del niño y le dice a su padre que si alguna vez tienen "problemas" que acuda a ella.
- Datos: Q3706443